# Kanton Lourdes-2
Lourdes-2 ist seit 2015 ein französischer Wahlkreis im Arrondissement Argelès-Gazost, im Département Hautes-Pyrénées und in der Region Okzitanien; sein Hauptort ist Lourdes.

## Geschichte
Der Kanton entstand bei der Neueinteilung der französischen Kantone im Jahr 2015. Seine Gemeinden kommen aus den ehemaligen Kantonen Kanton Lourdes-Est (alle 26 Gemeinden) und Lourdes-Ouest (1 Gemeinde; Adé). Hinzu kommen noch die östlichen Stadtviertel der Stadt Lourdes.

## Lage
Der Kanton liegt im Westen des Départements Hautes-Pyrénées.

## Gemeinden
Der Kanton besteht aus 28 Gemeinden und Gemeindeteilen mit insgesamt 10.732 Einwohnern (Stand: 1. Januar 2022) auf einer Gesamtfläche von 143,61 km²:
| Gemeinde             | Einwohner 1. Januar 2022 | Fläche km² | Dichte Einw./km² | Code INSEE | Postleitzahl |
| -------------------- | ------------------------ | ---------- | ---------------- | ---------- | ------------ |
| Adé                  | 834                      | 7,24       | 115              | 65002      | 65100        |
| Arcizac-ez-Angles    | 254                      | 1,93       | 132              | 65020      | 65100        |
| Arrayou-Lahitte      | 99                       | 4,81       | 21               | 65247      | 65100        |
| Arrodets-ez-Angles   | 113                      | 4,79       | 24               | 65033      | 65100        |
| Artigues             | 13                       | 1,46       | 9                | 65038      | 65100        |
| Berbérust-Lias       | 44                       | 5,73       | 8                | 65082      | 65100        |
| Bourréac             | 118                      | 1,26       | 94               | 65107      | 65100        |
| Cheust               | 86                       | 3,06       | 28               | 65144      | 65100        |
| Escoubès-Pouts       | 94                       | 2,77       | 34               | 65164      | 65100        |
| Gazost               | 129                      | 40,60      | 3                | 65191      | 65100        |
| Ger                  | 158                      | 1,94       | 81               | 65197      | 65100        |
| Germs-sur-l’Oussouet | 101                      | 12,96      | 8                | 65200      | 65200        |
| Geu                  | 184                      | 2,67       | 69               | 65201      | 65100        |
| Gez-ez-Angles        | 23                       | 2,37       | 10               | 65203      | 65100        |
| Jarret               | 303                      | 4,44       | 68               | 65233      | 65100        |
| Julos                | 457                      | 5,86       | 78               | 65236      | 65100        |
| Juncalas             | 167                      | 3,51       | 48               | 65237      | 65100        |
| Les Angles           | 131                      | 3,10       | 42               | 65011      | 65100        |
| Lézignan             | 358                      | 2,56       | 140              | 65271      | 65100        |
| Lourdes              | 6.535                    | 8,91       | 733              | 65286      | 65100        |
| Lugagnan             | 163                      | 0,75       | 217              | 65291      | 65100        |
| Ossun-ez-Angles      | 57                       | 2,14       | 27               | 65345      | 65100        |
| Ourdis-Cotdoussan    | 43                       | 4,85       | 9                | 65348      | 65100        |
| Ourdon               | 14                       | 2,66       | 5                | 65349      | 65100        |
| Ousté                | 35                       | 2,35       | 15               | 65351      | 65100        |
| Paréac               | 76                       | 2,42       | 31               | 65355      | 65100        |
| Saint-Créac          | 102                      | 2,20       | 46               | 65386      | 65100        |
| Sère-Lanso           | 41                       | 4,27       | 10               | 65421      | 65100        |
| Kanton Lourdes-2     | 10.732                   | 143,61     | 75               | 6506       | –            |

1. ↑   Nur der östliche Teil der Gemeinde, der Rest gehört zum Kanton Lourdes-1.

## Politik
| Vertreter im Departementrat des Départements | Vertreter im Departementrat des Départements | Vertreter im Departementrat des Départements |
| Amtszeit                                     | Name                                         | Partei                                       |
| -------------------------------------------- | -------------------------------------------- | -------------------------------------------- |
| 2015–2021                                    | Josette Bourdeu Bruno Vinualès               | PRG                                          |
| 2021–                                        | Stéphane Peyras Marie Plane                  | DIV                                          |